# Pierandrea Izzi
Pierandrea Izzi (Siracusa, 19 giugno 1963) è un ex pallamanista e allenatore di pallamano italiano, di ruolo pivot.

## Carriera

### Allenatore

#### Club
Pierandrea Izzi comincia la sua carriera da allenatore tra le file della Polisport Siracusa, dove nella stagione 1996-1997 vince il campionato di Serie A2, portando le ragazze del presidente Ruscica in A1. Due anni dopo debutta in massima serie, tra le file dell'EOS Siracusa principale squadra del capoluogo aretuseo, subentrando al collega Luigi Rudilosso. L'anno successivo, si laurea Campione d'Italia, centrando la vittoria del campionato il 29 aprile del 2000, battendo in trasferta le romagnole dell'Herberia Rubiera per 19 a 28.
L'anno successivo, visti i risultati eccezionali ottenuti, arriva la chiamata in Nazionale (che durerà un biennio), ma essendo l'EOS inserita nel girone di Coppa Campioni, Izzi per la stagione 2000-2001 siederà contestualmente anche sulla panchina aretusea, ottenendo il quarto posto in classifica con qualificazione ai play-off scudetto, ed il primo turno di Champions. Tornerà all'EOS nel 2003 a stagione in corso, con le aretusee ultime in classifica, raggiungendo un'insperata salvezza all'ultima giornata di campionato. Con il club di Maria Zocco rimarrà fino alla stagione 2003-2004, anno in cui per motivi economici l'EOS rinuncerà alla massima serie ripartendo dalla Serie A2.
Con il fallimento dell'EOS, Siracusa sparisce dal panorama pallamanistico italiano, non presenziando in nessuna categoria, cosa che induce Izzi a prendersi una lunga pausa. 
Dopo circa quindici anni, nel 2019, Izzi decide di rimettersi in gioco accettando la proposta di Placido Villari, presidente della Pallamano Aretusa, che gli affida la squadra femminile, club militante in Serie A2, con il preciso intento di valorizzare il proprio settore giovanile con l'auspicio di seguire le orme della grande EOS Siracusa che fu. 
Nel 2021 passa ad allenare la formazione maschile militante in Serie B. Al termine della stagione, raggiunge la finale di coppa Sicilia (poi vinta da Alcamo) mentre in campionato al termine della regular season si classifica al secondo posto a pari punti con Alcamo (primo per differenza reti). Ai playoff promozione, ottiene il salto di categoria in Serie A2 regolando nel meglio delle due gare Alcamo, (32-25 e 32-27).
Inoltre vince il campionato regionale Under17 battendo in finale il MaTTroina Mascalucia (35-31) e ottenendo così il pass per le finali nazionali,dove otterrà un insperato 5º posto.
Nella stagione 22/23 prima stagione di A2 della storia dell'Aretusa, raggiunge l'obiettivo stagionale della salvezza.
Con l'Under 17 rivince il titolo regionale, ed alle finali nazionali di Chieti, riconferma il 5º posto dell'anno precedente.
Nel 2023 accetta la proposta pervenuta dal SSV Brixen Handball, ricoprendo il ruolo di Coordinatore Tecnico del settore giovanile maschile e femminile (Under 13, 15 e 17), con la responsabilità diretta delle Under 20 Maschile e Femminile, della Serie B Maschile e della A2 Femminile.
A Luglio 2024 viene promosso come capo allenatore della prima squadra maschile. A settembre vince il suo primo trofeo sconfiggendo la Junior Fasano nella finale di Supercoppa italiana. Alla fine di ottobre, complici gli scarsi risultati ottenuti nelle prime sette gare di campionato, si dimette da capo allenatore.

#### Nazionale
Pierandrea Izzi ha fatto parte anche dello staff della Nazionale di pallamano femminile dell'Italia. Nello specifico, nel biennio 2000-2002 ha diretto la prima squadra Juniores nel girone di qualificazione svoltosi in Danimarca per accedere ai Mondiali, e contestualmente come vice-allenatore della Nazionale Italiana Femminile Senior.

## Palmarès

### Allenatore

#### Club
- Campionato italiano di pallamano femminile: 1

EOS Siracusa: 1999-2000
- Serie A2 : 1

Polisport Siracusa: 1996-1997
- Serie B : 1

Pallamano Aretusa: 2021-2022
- Under17 maschile regionale : 2

Pallamano Aretusa: 2021-2022, 2022-2023
- Supercoppa italiana (pallamano maschile): 1

Brixen: 2024